# Evangelische Landeskirche des Kantons Thurgau
Die Evangelische Landeskirche des Kantons Thurgau ist die Landeskirche im Kanton Thurgau, die die reformierten (evangelischen oder protestantischen) Bürger umfasst. Sie hat ihren Verwaltungssitz in Frauenfeld und ist Mitglied der Evangelisch-reformierten Kirche Schweiz.

## Organisation
Die Thurgauer Landeskirche umfasst derzeit (Stand 2021) 61 Kirchgemeinden, im Jahr 2000 lag der Bestand noch bei 70 Kirchgemeinden. Deren gewählte Vertreter werden in die jährlich tagende, 128 Personen umfassende Synode als das oberste gesetzgebende Organ entsandt. Die Exekutive der Landeskirche ist der Kirchenrat. Er setzt sich aus fünf Personen zusammen, davon drei Laien und zwei Pfarrpersonen. Kirchenratspräsidentin ist die Theologin Christina Aus der Au.

### Dekanate
Das Kantonsgebiet wird in vier Dekanate unterteilt, die von Dekanen geleitet werden:
- I: Frauenfeld
- II: Weinfelden
- III: Untersee
- IV: Obersee

### Medien
Offizielles Organ der Landeskirche ist der monatlich erscheinende Kirchenbote.

### Bekenntnis
Aus dem Apostolikumsstreit im 19. Jahrhundert ging das Thurgauer Bekenntnis hervor, das 1874 formuliert wurde:

„Wir glauben an Gott, den allmächtigen Vater und Schöpfer,
der uns berufen hat zu seiner Kindschaft und zum ewigen Leben;
an Jesus Christus, den Sohn Gottes,
in welchem wir die Erlösung haben von unsern Sünden
und die Versöhnung mit Gott;
und an den heiligen Geist,
der uns erneuert nach dem Bilde Gottes
zu wahrer Gerechtigkeit und Heiligkeit.“

Dies Bekenntnis ist nicht verbindlich und wird nicht an die Ordination gebunden, gehört aber zum spezifischen Erbe der Landeskirche.